# Symphodus
Symphodus is een geslacht uit de familie van de lipvissen (Labridae). Er zijn tien soorten waarvan acht voorkomen in de oostelijke Atlantische Oceaan en de Middellandse Zee, en twee  (S. doderleini en S. melanocercus) uitsluitend in de Middellandse Zee. Twee soorten, de zwartooglipvis en de Baillons lipvis, komen voor in de kustwateren van de Lage Landen.

## Lijst van soorten
- Symphodus bailloni (Valenciennes, 1839) – Baillons lipvis
- Symphodus cinereus (Bonnaterre, 1788)
- Symphodus doderleini Jordan, 1890
- Symphodus mediterraneus (Linnaeus, 1758) – Witlippige lipvis
- Symphodus melanocercus (Risso, 1810)
- Symphodus melops (Linnaeus, 1758) – Zwartooglipvis
- Symphodus ocellatus (Linnaeus, 1758)
- Symphodus roissali (Risso, 1810)
- Symphodus rostratus (Bloch, 1791)
- Symphodus tinca (Linnaeus, 1758)